# Odyseja Lanfeusta
Odyseja Lanfeusta (fr. Lanfeust Odyssey) – francuska seria komiksowa z pogranicza gatunków fantasy i science fiction, której autorami są Christophe Arleston (scenariusz) i Didier Tarquin (rysunki). Jest to kontynuacja serii Lanfeust z Troy i Lanfeust w kosmosie. Odyseja Lanfeusta ukazała się w oryginale w 10 tomach w latach 2009–2018 nakładem wydawnictwa Soleil. Po polsku w całości opublikowało ją wydawnictwo Egmont Polska w 2019 w dwóch tomach zbiorczych.

## Fabuła
Po 20 latach Lanfeust powraca na rodzinną planetę Troy. Okazuje się, że przez ten czas nikt z jej mieszkańców się nie postarzał. Dla młodych Lanfeust jest legendą, a dla starszych przyjacielem z przeszłości. Bohater musi oswoić się z nową rzeczywistością Troy, tym bardziej, że naznaczona jest intrygami i niebezpieczeństwami.

## Tomy
| Tom | Tytuł i rok wydania polskiego          | Tytuł i rok wydania oryginalnego      | Uwagi                                                                              |
| --- | -------------------------------------- | ------------------------------------- | ---------------------------------------------------------------------------------- |
| 1   | Zagadka Or Azuru – część I (2019)      | L'Énigme Or-Azur – 1re partie (2009)  | Po polsku tomy te ukazały się w albumie zbiorczym Odyseja Lanfeusta. Tom 1 (2019). |
| 2   | Zagadka Or Azuru – część II (2019)     | Le Mystère Or-Azur – 2e partie (2010) | Po polsku tomy te ukazały się w albumie zbiorczym Odyseja Lanfeusta. Tom 1 (2019). |
| 3   | Ucieczka z Eckmulu (2019)              | Le Banni d'Eckmül (2011)              | Po polsku tomy te ukazały się w albumie zbiorczym Odyseja Lanfeusta. Tom 1 (2019). |
| 4   | Wielki wyścig (2019)                   | La Grande Traque (2012)               | Po polsku tomy te ukazały się w albumie zbiorczym Odyseja Lanfeusta. Tom 1 (2019). |
| 5   | Na mieliźnie (2019)                    | Le Piège des sables (2013)            | Po polsku tomy te ukazały się w albumie zbiorczym Odyseja Lanfeusta. Tom 1 (2019). |
| 6   | Delta Żółtej Rzeki (2019)              | Le Delta bilieux (2014)               | Po polsku tomy te ukazały się w albumie zbiorczym Odyseja Lanfeusta. Tom 2 (2019). |
| 7   | Mroczna flota (2019)                   | La Méphitique Armada (2015)           | Po polsku tomy te ukazały się w albumie zbiorczym Odyseja Lanfeusta. Tom 2 (2019). |
| 8   | Strażniczka Si-Zi (2019)               | Tseu-Hi la Gardienne (2016)           | Po polsku tomy te ukazały się w albumie zbiorczym Odyseja Lanfeusta. Tom 2 (2019). |
| 9   | Prostoduszny bohater (2019)            | Le Stratège ingénu (2017)             | Po polsku tomy te ukazały się w albumie zbiorczym Odyseja Lanfeusta. Tom 2 (2019). |
| 10  | Przeznaczenie – abrazakończenie (2019) | Un destin karaxastin (2018)           | Po polsku tomy te ukazały się w albumie zbiorczym Odyseja Lanfeusta. Tom 2 (2019). |